# Флоут
Флоут (англ. cash float) — разность между фактическими денежными средствами на банковском счёте и учётными данными организации в результате зачисления чеков (векселей, облигаций и т. д.), проведения клиринговых операций, эквайринга, инкассации и других расчётных операций банка.

## Определение
Согласно американскому профессору Стивену Россу, флоут — это разность между фактическими денежными средствами на банковском счёте организации и денежными средствами, отражённые в бухгалтерском учёте в результате например, прохождения чеков в процессе их сбора или клиринга.

## Виды флоута
Может возникнуть:
- положительный флоут (фактически предприятие может расходовать больше, чем оно видит по учётным данным);
- отрицательный флоут (фактически предприятие не сможет произвести планируемые расходы в связи с недостаточностью средств на счёте)[1].

## Управление флоутом
При управлении денежными средствами оперируют понятием доступным остатком денежных средств, который можно:
- разместить в высоколиквидные ценные бумаги;
- разместить на депозите;
- произвести оплату поставщикам.

При эквайринговых операциях ускорение зачисления денежных средств на расчётный счёт предприятия связано с процессом перевода денежных средств. С карты клиента, то есть со счёта банка-эмитента, выпустившего карту, которой пользуется клиент для оплаты покупки в торговой точке, через POS-терминалы денежные средства поступают на счета банка-эквайера (тому, кто предоставил терминал торговой точке услугу и оборудование, обслуживает расчётный счёт продавца, получает комиссию от поступлений, обслуживает терминал, платит платежным системам за транзакции). Затем денежные средства со счёта банка-эквайера поступают на указанный банковский счёт продавца (который может быть открыт в другом банке), после чего денежные средства зачисляются на текущий расчётный счёт продавца.
С целью ускорения процесса бизнес открывает расчётный счёт в банке-эквайера, выбирает тот банк-эквайер, который имеет широкую сеть эмитированных карточек потенциальных клиентов.
Тактика максимизации флоута в части замедления оплаты расходов сомнительна, так как в условиях оплаты обычно заложены скидки за быстроту оплаты, период отгрузки ТМЦ от поставщика с момента оплаты.